# Крістофоро Терці
Крістофоро Терці (італ. Cristoforo Terzi 1692–1743) — італійський художник доби пізнього італійського бароко і рококо (Болонська школа).

## Життєпис

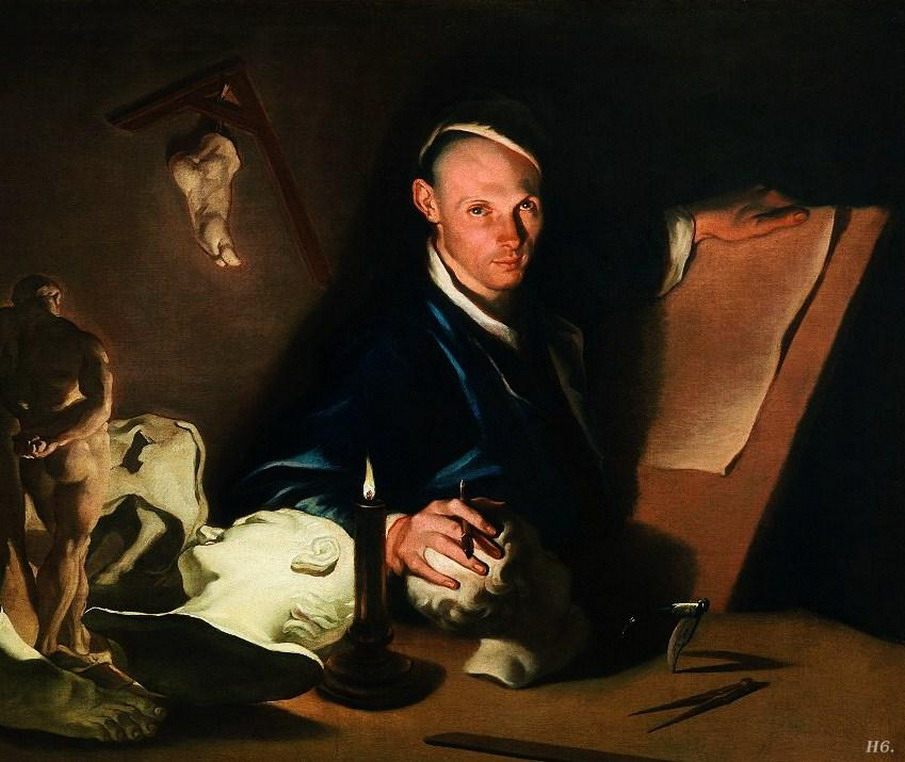
Портрет невідомого скульптора
Галерея Уффіці, Флоренція. До 1730 року

Народився у Болоньї. Був учнем болонського художника Джузеппе Марія Креспі (1665–1747), котрий пережив власного учня.
Відомо, що створював релігійні композиції («Заступник Болоньї Св. Петроній молиться Богородиці») та портрети. У художній манері митця цікаво переплітались анахронічні впливи караваджизму (сильне, штучне освітлення в картині «Портрет невідомого скульптора») і впливи рококо.